# Óscar Tunjo
Óscar Andrés Tunjo (Cáli, 5 de janeiro de 1996) é um automobilista colombiano.

## Carreira

### GP3 Series
Em 2015, Tunjo fez sua estreia na GP3 Series pela equipe Trident. Para a disputa da temporada de 2016, ele se mudou para a Jenzer Motorsport.